# Gradec, Krško
Gradec je naselje v Občini Krško.